# Herbert Backe
Herbert Backe, né le 1er mai 1896 à Batoumi (Empire russe) et mort le 6 avril 1947 à Nuremberg en Allemagne, est un homme politique allemand.
Il est secrétaire d'État à l'Agriculture de 1933 à 1942, puis ministre de l'Alimentation de 1942 à la dissolution du gouvernement de Flensburg le 23 mai 1945. Il est considéré comme l'un des auteurs du « plan de famine ». Capturé par les Alliés à la fin de la guerre, poursuivi dans le cadre du procès des Ministères, il se suicide en se pendant dans sa cellule.

## Biographie

### Jeunesse
Il est né en Géorgie, dans une famille d'Allemands originaires du Wurtemberg. Déplacé avec sa famille lors de la révolution de 1905, il est interné en 1914 dans l'Oural, puis s'enfuit dans le Reich en 1918 et entretient difficilement sa famille tout en poursuivant ses études.

### Au sein du NSDAP
Il adhère au Parti national-socialiste des travailleurs allemands, le NSDAP, en 1922, mais s'engage véritablement en politique en 1931. Il se distingue alors par l'intérêt qu'il porte aux questions raciales.
Proche collaborateur de Darré, il est élu au Landtag de Prusse lors des élections de 1932. Cependant, il s'écarte rapidement des conceptions rétrogrades de Darré, souhaitant, comme Hitler, surmonter le capitalisme et ses contradictions par l'exaltation du sentiment national.
Durant les années 1930, il lui arrive d'avoir une activité éditoriale. Ainsi, en 1938, il préface un ouvrage de Darré ; à cette occasion il prend ouvertement positions contre la mise en œuvre de politiques libérales, proclamant la mort de cette école de pensée.

### Responsabilités gouvernementales
Il occupe d'importantes responsabilités sous le Troisième Reich ; il compte parmi les rares ministres membres du NSDAP en 1933.
Proche de Himmler, il est nommé ministre de l'Alimentation en mai 1942, et ministre de l'Agriculture en avril 1944, succédant à ce poste à Walther Darré lors de la crise du ravitaillement de l'hiver 1941-1942. Adam Tooze le perçoit comme le fer de lance des membres les plus radicaux du régime nazi décidés à assurer le ravitaillement du IIIe Reich à n'importe quel prix.
Ministre de plein droit à partir de 1942, il est tenu d'exprimer son avis sur un certain nombre de décisions prises par ses collègues : ainsi, en septembre 1944, il se prononce en faveur de l'augmentation rapide des pensions des retraités,
Il conserve ce portefeuille dans l'éphémère gouvernement de Flensbourg dirigé par l'amiral Dönitz dans les derniers jours de la Seconde Guerre mondiale, de fin avril à mai 1945.

## Un technicien nazi de la politique agraire et alimentaire
Fervent défenseur de la vision agrarienne du Blut und Boden, Backe, proche de Darré, participe de près à la politique agraire menée par le régime mis en place à partir du 30 janvier 1933.

### Acteur de la politique agraire du Reich
Ainsi, proche, dans un premier temps, de Richard Darré (qui lui confie, à partir de 1937, les sentiments que lui inspirent sa disgrâce), intime de Heydrich, il est un acteur essentiel de la modification du régime de propriété agraire du Reich à l'automne 1933 : il propose ainsi la mise en place d'une nouvelle forme de propriété agraire, l'Erbhof, destinée à mettre les paysans à l'abri de l'endettement (en les rendant collectivement responsables des dettes des possesseurs de ces propriétés), mais aussi à éviter le morcellement de la propriété foncière.
De même, il participe à la mise en place d'une structure de contrôle des prix et de la production des denrées alimentaires, le Reichsnährstand (RNS), dont il pilote la politique depuis Berlin, comme secrétaire d'État à l'alimentation auprès de Richard Darré, son ministre de tutelle. Extrêmement fier de cette structure, proche dans son organisation interne du Front du Travail, il est un propagandiste actif de celle-ci auprès des responsables économiques du Reich, souhaitant non seulement placer sous son contrôle l'industrie des machines agricoles, mais aussi, à la suite de la décevante moisson de 1934, être un acteur incontournable du volet alimentaire de la politique autarcique du régime.

### Responsable de l'approvisionnement alimentaire du Reich et de son armée
À partir du déclenchement du conflit, il appartient au cercle des responsables du Reich, avec Göring et Himmler, partisans d'assurer le ravitaillement du Reich à tout prix
Acteur depuis 1936 de la constitution de réserves de céréales dans le Reich, de plus en plus proche de Göring, il est nommé en 1938 mandataire spécial pour la construction d'entrepôts de céréales. À ce titre, il poursuit la politique de construction de silos et de hangars de dimensions importantes, stockant 5,5 millions de tonnes de céréales en juin 1939. La baisse constante de ces stocks à partir de la fin 1940 l'incite à mettre en place une politique de contrôle strict de la consommation de ces denrées par la suite, aussi bien dans le Reich, que dans les territoires européens contrôlés par celui-ci à partir de 1939.
Il devient ainsi l'un des principaux acteurs de la politique d'extermination par la faim des populations polonaises et russes peuplant les territoires occupés par le Reich; dès l'automne 1939, il organise avec Frank, le gouverneur général de Pologne, la pénurie alimentaire dans le gouvernement général, dans un premier temps en livrant des quantités insuffisantes de nourriture. Au début du mois de mai 1941, il quantifie à 30 millions d'individus le nombre de personnes parmi la population soviétique à faire mourir de faim pour permettre la satisfaction des besoins alimentaires du Reich et de ses armées; ses estimations sont reprises dans les mois qui suivent par Himmler et Göring dans l'élaboration de leurs projets respectifs,,.
En 1941, lors de phase de préparation de l'invasion de l'Union Soviétique, les services de Backe, alors secrétaire d'État à l'agriculture, préparent, une fois l'accord de Göring et Hitler obtenu en janvier 1941 et en lien avec les services économiques de la Wehrmacht du général Thomas,, les « Directives de politique économique pour l'organisation économique Est », rendues publiques le 23 mai 1941. Dans ces consignes résolument optimistes,, et d'une sévérité exemplaire pour les populations occupées, les conditions d'alimentation des territoires à conquérir en Union Soviétique sont précisément étudiées, afin de dégager des excédents alimentaires pour les armées du Reich en campagne à l'Est : ainsi, conscient de la faiblesse des surplus dégagés par l'exploitation de l'Ukraine, il ordonne la rédaction d'instructions dont l'application doit entraîner une famine sans précédent dans les villes soviétiques, ces dernières se retrouvant systématiquement exclues des zones à approvisionner,. Mettant ces principes en application, il refuse, en septembre 1941, aux services économiques de la Wehrmacht, la livraison massive de denrées alimentaires, exigeant l'application des directives prises six mois plus tôt.
Ainsi, planifié par Konrad Meyer-Hetling, le concepteur du Schéma Général de l'Est, non en fonction des besoins de la population autochtone, mais des besoins alimentaires du Reich, le « plan de la faim », mis en œuvre par les services du ministère de Backe, est censé faciliter, après le conflit, la réalisation des projets planifiés d'aménagement de l'Est de l'Europe, en détournant au profit du Troisième Reich et de son armée les ressources alimentaires des territoires conquis à l'est quitte à en affamer leurs populations. Il est l'un des responsables de la famine qui fait, selon l'historien de l'université Yale Timothy Snider, 4,2 millions de morts en Union soviétique pendant l'occupation allemande. Il s'oppose notamment, en septembre 1941 de façon explicite, à la livraison des denrées alimentaires (venues du Reich) dont la Wehrmacht a besoin, comme il fait estimer, pour l'approvisionnement des territoires conquis, la population des territoires conquis en Union soviétique à la population russe de 1914.
Au cours de l'été 1942, ses exigences en matière de livraison de denrées alimentaires poussent certains responsables allemands dans les territoires occupés à accélérer la politique d'extermination des Juifs, notamment en Pologne : sur ce territoire, il fait rehausser les quotas de livraison de céréales au Reich, laissant l'application sur le terrain de cette directive à Himmler. Ce dernier, approuvé par le ministre de l'Alimentation, fait mettre en place des quotas de production draconiens, ordonnant l'exécution sommaire des paysans ne les ayant pas remplis. Dans le même temps, il s'oppose une nouvelle fois aux livraisons alimentaires aux troupes allemandes engagées dans des opérations militaires, encourageant ainsi la prédation des stocks alimentaires locaux pour l'approvisionnement des unités militaires.
Acteur de la politique économique du Reich en guerre, il prend part à l'élaboration de l'ensemble des décisions économiques prises par le cabinet du Reich jusqu'à la fin du conflit : ainsi, en octobre 1944, il approuve, dans une optique d'amélioration du sort des citoyens du Reich, l'augmentation massive des retraites alors que le Reich est placé dans une situation militaire et économique sans issue. Enfin, dans les derniers jours du conflit, au début du printemps 1945, il tente de parer au plus pressé, et essaie d'approvisionner Berlin afin d'éviter à la capitale du Reich une crise alimentaire tout en planifiant un programme d'urgence de production de matériel agricole.

### Après la fin des hostilités
Membre important de la SS, mais jugé peu « compromis » par les dirigeants du Reich nommés ou confirmés à des responsabilités gouvernementales à la suite du suicide de Hitler, il conserve néanmoins ses fonctions, alors purement décoratives, de ministre de l'Alimentation dans le gouvernement mis en place à partir du 2 mai 1945. Karl Dönitz non seulement le maintient dans ses fonctions, mais aussi le mandate pour conseiller les autorités d'occupation américaines après la capitulation.
Mis en accusation devant le tribunal de Nuremberg dans le cadre du procès des Ministères, il se suicide en se pendant dans sa cellule le 6 mai 1947.